# さいだん座ラムダ星
さいだん座λ星（さいだんざラムダせい、λ Arae、λ Ara）は、さいだん座の恒星である。年周視差に基づいて太陽系からの距離を計算すると、約68.4光年である。見かけの等級は4.76と、肉眼でみることができる明るさである。遠赤外線の超過がみられることから、残骸円盤を持つと考えられる。また、分光連星である可能性も指摘されている。

## 特徴
| 太陽 | さいだん座λ星 |
| ---- | ------------- |
| 太陽 | Exoplanet     |

さいだん座λ星は、F型主系列星に位置づけられ、そのスペクトル型はF4 Vと分類されている。表面の有効温度は約6532 Kで、黄白色に輝くF型星の特徴を示している。金属量は、鉄の存在量が太陽比で半分程度とやや金属欠乏気味である。さいだん座λ星は変光星であると報告されたことがあり、変光星の分類とするとたて座δ型ではないかとされたが、変光星総合カタログでは新しい変光星候補にとどまっている。
さいだん座λ星では、スピッツァー宇宙望遠鏡による観測から、遠赤外線（波長70μm）で赤外超過が検出されており、恒星の周りに残骸円盤が存在することを示唆する。赤外超過はハーシェル宇宙天文台でも確認されており、円盤からの放射が黒体放射であると仮定すると、放射の強度は中心星の20万分の1程度で、円盤を構成する塵の温度はおよそ76 K、円盤の半径は30 au程度と見積もられる。

### 連星仮説
さいだん座λ星のスペクトルには、連星であるかもしれないことを示す証拠がみつかっている。単独星だとみなした場合に求められる表面重力と自転速度では、輪郭を説明できないスペクトル線がある、というのがその証拠で、仮に同じ質量、同じ光度の2つの恒星からなる連星だと考えると、矛盾を解消できる解がある。その場合、見かけの等級が5.5、質量が太陽の1.22倍、有効温度が6500 K、自転速度が13.2 km/sという瓜二つの恒星が、連星をなしていると考えられる。連星説は、観測の矛盾を説明する唯一の解ではないものの、もっとも素直にそれを説明できる方法ではある。